# Compton Island
Compton Island är en ö i Kanada.   Den ligger i Regional District of Mount Waddington och provinsen British Columbia, i den sydvästra delen av landet, 3 800 km väster om huvudstaden Ottawa.
Trakten runt Compton Island är nära nog obefolkad, med mindre än två invånare per kvadratkilometer.